# Обсерваторія Лі
Обсерваторія Лі — астрономічна обсерваторія на кампусі Американського університету у Бейруті в Лівані. Будучі відкритою в 1873 році, вона є найстарішою обсерваторією сучасного зразка на Близькому Сході. Нині обсерваторія виконує лише академічну роль.

## Історія
Обсерваторія Лі була відкрита в 1873 році, і названа на честь Генрі Лі, багатого британського купця з Манчестера, який зробив значну пожертву для фінансування її будівництва.
Обсерваторія виконувала подвійну роль: спостереження за небом і виконання функцій метеорологічної станції для Близького Сходу.
Впродовж своєї історії, обсерваторією керували кілька директорів і помічників, у тому числі Ван Дейк, який займався астрономією як хобі і сам придбав більшу частину обладнання, а також професори Мансур Юрдак і Оуен Джинджерич, які організовували заходи під назвою «Відкриті ночі обсерваторії».

## Наукові досягнення
Найбільш значущі наукові відкриття та результати належать Сааду Самі Хаддаду. Під час своєї роботи в обсерваторії, він:
- Створив карту зір до 5-ї зоряної величини включно.
- Брав участь у щоденних спостереження сонячних плям, занотовував результати спостережень та пересилав отримані дані до Цюриху, до міжнародного центру дослідження сонячних плям.
- Хаддад провів статистичні тести, які виявили асиметрію активності сонячних плям в напрямку схід-захід.
- Він також відповідав за збір метеорологічних даних.